# Peeta Mellark
Peeta Mellark é um personagem fictício e um dos protagonistas da trilogia The Hunger Games por Suzanne Collins. Ele é o tributo masculino do distrito 12, que compete ao lado de Katniss Everdeen na 74ª Edição dos Jogos Vorazes. Na série dos quatro filmes, Peeta é interpretado por Josh Hutcherson.

## Caracterização do personagem

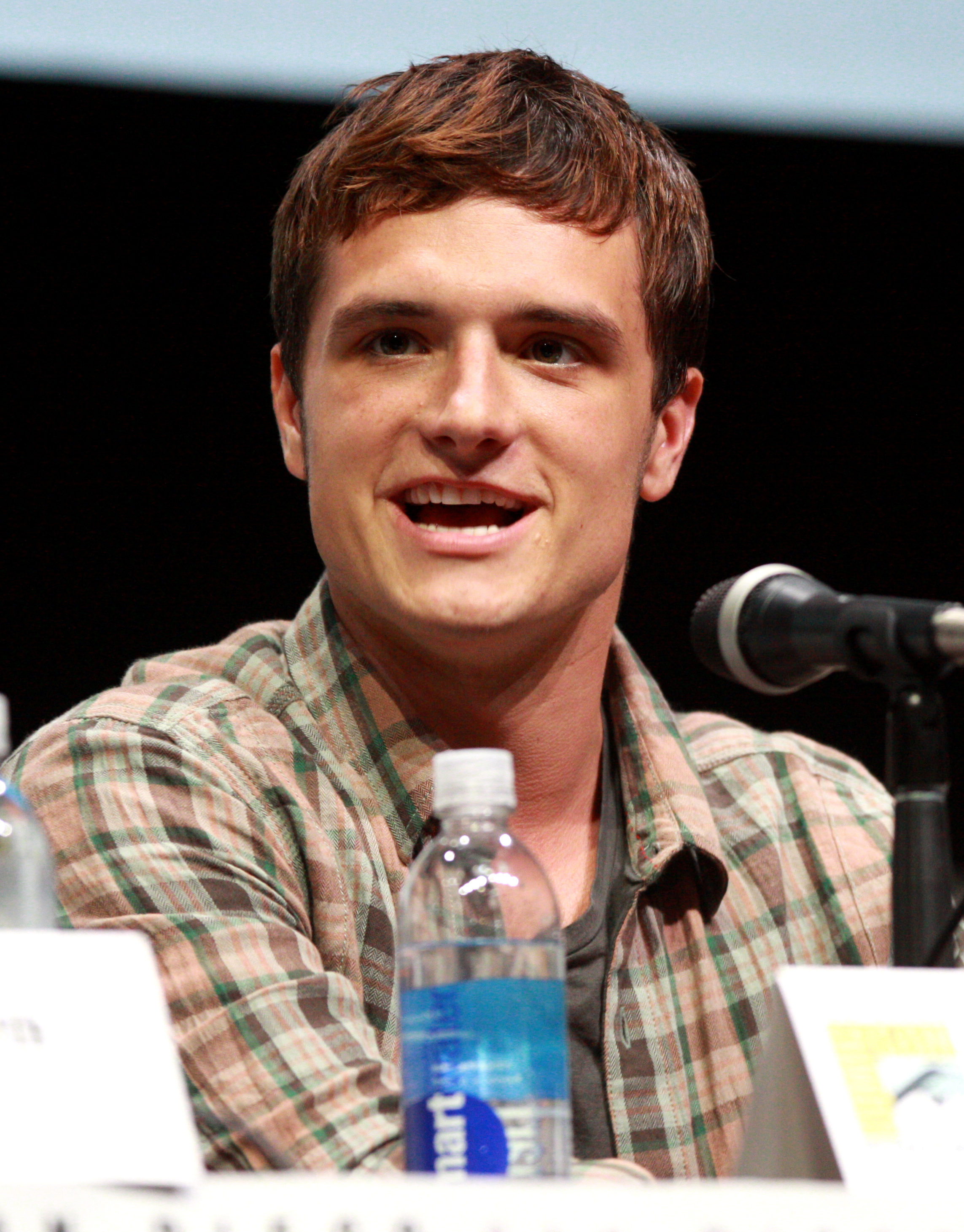
Josh Hutcherson

Suzanne Collins apresenta Peeta Mellark em The Hunger Games como filho de um padeiro do Distrito 12, que mostra a força impressionante da natureza do seu trabalho. Ele tem dois irmãos mais velhos, os quais são mortos no atentado do Distrito 12 bombardeado pela Capital após um ato rebelde. Peeta frequentou a escola na mesma classe de Katniss Everdeen antes de ser escolhido como tributo. Quando Peeta é selecionado como um tributo para os Jogos Vorazes, Katniss relembra que uma vez ele salvou a vida dela, dando-lhe dois pães quando ela tinha onze anos. Naquela época, Katniss e sua irmã Primrose Everdeen estavam passando fome porque o pai dela tinha morrido recentemente na explosão de uma mina, e a mãe dela se tornou incapacitada de obter comida por depressão. Peeta deliberadamente queimou dois pães, fazendo sua mãe ter um ataque, e os pães teriam de ser descartados. Então deu-lhes a Katniss, salvando a vida dela e dando a esperança de que ela seria capaz de alimentar sua família. Katniss, que nunca tinha falado com Peeta até os jogos, mesmo eles sendo da mesma escola, Katniss geralmente ficava muito sozinha. Ela também se sentia desconfortável sobre a dívida que ela tinha Peeta por sua bondade, que ela nunca tinha reconhecido a ele.

### Jogos Vorazes / The Hunger Games
Peeta é introduzido quando ele é escolhido para ser o tributo masculino do Distrito 12 nos jogos. Quando entrevistado antes da 74ª Edição dos Jogos Vorazes, ele confessa que é secretamente apaixonado por Katniss desde que ele tinha 5 anos, que ela assume a estratégia de ganhar popularidade com patrocinadores, assistindo os Jogos Vorazes. Nos jogos, ele é visto com os tributos "carreiristas" tentando caçar Katniss. Ele evita a fúria de Cato, o tributo masculino do Distrito 2. Peeta tem uma briga com Cato quando salva mais uma vez a vida de Katniss, e Cato enfia uma espada na perna de Peeta. Mais tarde, os Idealizadores dos Jogos anunciam uma nova regra: se os dois tributos finalistas são do mesmo distrito, ambos possam ser coroados vencedores dos jogos. Katniss então aprende com Peeta que sua aliança com os carreiristas era na verdade uma estratégia para protegê-la, sabendo que eles atacariam primeiro. Ele posicionou-se para frustrar seus planos.
Katniss procura Peeta, que é quase morto por muita perda de sangue (na perna). Ela o limpa e o leva em segurança e percebe que se ela finge estar apaixonada por ele (como ela acredita que ele está fingindo ser apaixonado por ela), ela vai ganhar telespectadores afetos. Mais adiante, uma 'festa' é anunciada, em que itens que precisa desesperadamente de cada distrito serão colocados sobre uma mesa para eles levarem. Peeta não queria que Katniss fosse, como ele sabe que ela entrará, mas Katniss secretamente dá-lhe um xarope de sono antes de sair.
Finalmente, Katniss e Peeta são os dois últimos vivos, mas em vez de serem coroados vencedores juntos, a regra é revogada e pode haver apenas um vencedor. Katniss apronta para defender a mesma, mas Peeta joga fora a faca. Katniss então sugere a cometerem suicídio ingerindo amoras envenenadas. Katniss lembra da conversa que teve com Peeta na Capital, que eles não são "só uma peça em seus jogos", mas pessoas reais, Katniss sabe que isto vai aparecer o Idealizadores dos Jogos e apostas que o Idealizadores prefiram ter dois vencedores do que nenhum. O truque funciona, mas os dois aprendem mais tarde que o Presidente Snow considerou o ato como rebelião contra a Capital. Após sua última entrevista que Peeta tinha vindo a descobrir que, durante os jogos, Katniss tinha encenado o amor por ele pensando que ele estava fazendo o mesmo com ela para obter a simpatia dos telespectadores dando-lhes mais patrocinadores. Peeta com o coração partido e Katniss tem problemas ao tentar compreender os sentimentos por ele ficando cada vez mais preocupado com os seus próprios caminhos.

### Em Chamas / Catching Fire
Peeta e Katniss embarcam a Turnê dos Vitoriosos, um evento cronometrado estrategicamente no meio, cada Jogos Vorazes, onde os vencedores visitam os outros 11 distritos como um lembrete sobre os jogos e para a Capital reforçar o seu poder sobre os distritos. Peeta e Katniss mal se interagiram desde os jogos. Peeta está decepcionado com Katniss por fingir afeição por ele e Katniss fica confusa sobre seus sentimentos e é desconfortável para estar com ele por causa de sua amizade íntima com Gale Hawthorne, que também tem fortes sentimentos por ela. Durante a Turnê dos Vitoriosos, Peeta pede desculpas por seu comportamento e piadas que ambos estariam dispostos a morrer pelo outro. Antes da Turnê dos Vitoriosos, o Presidente Snow visitas Katniss e diz-lhe que ele está ciente de que ela estava fingindo estar apaixonada por Peeta, e que suas ações na arena têm suscitado uma rebelião - que só podem ser evitados se ela apresentar que o ato de terem quase se suicidado na arena foi um ato de dois adolescentes loucamente apaixonados.
Katniss e Peeta acham que eles vão se tornar mentores para o Massacre Quaternário, uma ocasião especial nos Jogos Vorazes que ocorre a cada 25 anos e vem com uma mudança nas regras, geralmente para torná-los mais horríveis do que os jogos normais. O Distrito 12 tem apenas 3 vencedores na vida: Katniss, Peeta e Haymitch Abernathy. Haymitch é seu mentor constantemente bêbado que ganhou o 50ª Edição dos Jogos Vorazes (o segundo Massacre Quaternário). Nesta edição do Massacre Quaternário, todos os tributos vencedores dos Jogos anteriores são sorteados, e têm de voltar á Arena.i É claro que Katniss será a homenagem de menina, como ela é a única pessoa viva feminina que foi campeã do Distrito 12. Peeta faz Haymitch prometer trabalhar para salvar Katniss, não ele. Ele também promete que se Haymitch é escolhido, ele vai se oferecer em seu lugar. Katniss faz Haymitch prometer que se Peeta é o tributo masculino, ela e Haymitch vão trabalhar juntos para manter Peeta vivo, mesmo à custa da vida de Katniss. É uma aliança rasgada por Haymitch. Quando Haymitch é desenhado como o tributo masculino, Peeta automaticamente voluntária para tomar seu lugar. Muitos dos outros tributos retornando são amigos uns com os outros, mas Katniss e Peeta têm uma desvantagem. Não encontraram nenhum deles, como eles são os mais recentes vencedores. Peeta espera jogar em suas simpatias para ganhar proteção contra os outros na arena e apoio de patrocinadores para Katniss. Para este fim, ele encontra-se a toda a gente na televisão nacional, dizendo que Katniss e ele tinham secretamente se casado antes que foi anunciado que Katniss está grávida. Isso choca tanto Katniss quanto toda a Panem.

### A Esperança / Mockingjay
Peeta é capturado pela Capital e é torturado fisicamente, emocionalmente e mentalmente. Seus sentimentos e memórias são distorcidos com veneno. A Capital usa esse método para fazer Peeta ficar contra Katniss, fazendo-o acreditar que ela não é apenas responsável pela morte de sua família, amigos e a destruição do Distrito 12, mas também que ela tentou matá-lo várias vezes e que ela não é humana. Isto leva-lo a tentar estrangular Katniss, quando ele se reencontra com ela no Distrito 13. Enquanto preso pela Capital, ele testemunhou a tortura e o assassinato dos Avoxes Darius e Lavínia. Os médicos do Distrito 13 tentam desfazer seu telessequestro, mas o processo é lento e transforma seu terror em confusão, onde ele é incapaz de diferenciar o que é real e o que não é, especialmente quando se tratava de sua relação com Katniss.

## Caracterização

### Aparência
Peeta tem 16 anos em The Hunger Games e tem olhos azuis brilhantes e cabelos loiros. Katniss descreve-o como tendo uma "compilação atarracada e estatura média, com brilhantes olhos azuis e cinza cabelo loiro que cai em ondas na testa". Ele tinha a parte inferior da perna esquerda amputada (mas não no filme) após a 74ª Edição dos Jogos Vorazes porque Cato abriu uma parte da perna, usando uma espada durante os jogos. Katniss amarrou um torniquete à volta da perna, então ele não sangrou até a morte, mas ele removeu o torniquete para acabar com a própria vida para salvar Katniss. Depois que ele saiu da arena, foi imediatamente tratado com cuidados médicos. Ele perdeu a perna e recebeu um membro protético, no entanto pouco depois dele começou a andar normalmente.

## Habilidades
Os principais talentos de Peeta são: assar, pintura, camuflagem e facas. Ele também é muito forte. Seu talento artístico é desenvolvido a partir na padaria de seus pais, decorando os bolos bonitos, que Katniss e Prim às vezes olham na janela da sua confeitaria. Sua construção e sua força maior também dá-lhe uma vantagem durante corpo a corpo, combate e luta. Nos jogos, que geralmente carrega uma faca, embora ele raramente usa armas em batalha como ele não é violento como a maioria dos tributos são. Peeta tem uma grande quantidade de força por trabalhar na padaria, mencionado pela primeira vez por Katniss; Katniss diz que ela o viu levantar sacos de farinha de mais de 45 kg. Em Catching Fire, Peeta revela suas habilidades artísticas, primeiras imagens de pintura dos jogos, então, pintando um quadro de Rue (do Distrito 11) durante sua sessão de treinamento privado, a fim de "responsabilizá-los, só por um momento, por matar aquela garota." Peeta tem um talento para falar com multidões, pois ele sabe sempre escolher as palavras certas para dizer para conquistá-los. Katniss menciona que Peeta é "capaz de transformar sua dor em palavras que vão mudar as pessoas". Outra habilidade que Katniss admira é o quanto de um mentiroso convincente que ele é, utilizado tanto em The Hunger Games e Catching Fire para cobrir-se para ela. Ele também pode decorar bolos com habilidade. Peeta decora um lindo bolo de casamento para Finnick Odair e de Annie Cresta (ambos vencedores de The Hunger Games) para o grande casamento no Distrito 13, que, ao mesmo tempo, serviu como uma terapia para ele quando este perdeu temporariamente sua sanidade em Mockingjay após ser sequestrado pela Capital.

## Família
Peeta é filho de um padeiro. Ele mora com seus pais e dois irmãos mais velhos na padaria familiar. Seu relacionamento com seus irmãos mais velhos é desconhecido, mas quando ele foi escolhido para ser tributo, seu irmão não se ofereceu para ir em seu lugar. A família dele morreu durante o bombardeio do Distrito 12. Mais tarde, como revelado no epílogo de Mockingjay, ele se casou com Katniss e eventualmente tiveram dois filhos: uma menina com cabelo escuro e seus olhos azuis e um menino com seu cabelo loiro e os olhos cinza.

## Recepção crítica
Entertainment Weekly disse que Peeta, bem como Gale Hawthorne, foram "inimagináveis". A MTV listou cinco razões por que Peeta é "Fodão", e Peeta dá dela [Katniss] um funcionamento para seu dinheiro na categoria de frescor".

## Filme
Em 3 de abril  de 2011, a Lionsgate anunciou que Josh Hutcherson iria fazer o papel de Peeta na série de filmes The Hunger Games.